# F. est un salaud
F. est un salaud, švýcarsky De Fögi isch en Souhund (tj. Fögi je parchant) je francouzsko-švýcarský hraný film z roku 1998, který režíroval Marcel Gisler podle vlastního scénáře. Film byl natočen podle románu švýcarského spisovatele Martina Franka Ter fögi ische souhung z roku 1979. Film měl světovou premiéru na Mezinárodním filmovém festivalu v Locarnu.

## Děj
Film se odehrává v Curychu v 70. letech. Šestnáctiletý Beni je zamilován do Fögiho, o deset let staršího zpěváka místní rockové kapely. Jednoho dne se Benimu podaří proniknout jako pomocník do zákulisí a oslovit Fögiho. Ten si s Benim k jeho překvapení skutečně začne vztah, který se však nevyvíjí dobře. Fögi se postupně odcizuje, je lhostejný a konzumuje stále více drog. Ponižuje Beniho, který se pro něj dokonce začne prostituovat. Nakonec oba odjíždějí do jižní Francie, aby si zde společně aplikovali tzv. zlatou dávku. Fögi na předávkování umírá a Beni přežije.

## Obsazení
| Vincent Brachet      | Beni         |
| Fréderic Andrau      | Fögi         |
| Urs Peter Halter     | Töbe         |
| Jean-Pierre von Dach | Wäde         |
| Sebastian Krähenbühl | Reto         |
| Martin Schenkel      | Rich         |
| Jessica Früh         | Beniho matka |
| Joseph Schätti       | Tiger        |
| Gilles Tschudi       | Wirsling     |
| Ulrich Bodamer       | Schäfer      |
| Mirjam Hoffmann      | Daniela      |

## Ocenění
- Mezinárodní filmový festival v Locarnu: cena poroty mládeže